# OK Lliga femenina
|  | Aquest article és sobre la competició femenina. Per a la competició masculina, vegeu Lliga espanyola d'hoquei sobre patins masculina |

La Lliga espanyola d'hoquei patins femenina, actualment denominada OK Lliga femenina, és una competició oficial de clubs d'hoquei patins que es disputa a l'Estat espanyol en categoria femenina. Fou creada el 2008 i és organitzada anualment per la Reial Federació Espanyola de Patinatge. Hi participen catorze equips, la majoria dels quals són catalans, que disputen una fase regular en format en sistema de tots contra tots a doble volta. Els quatre millor classificats disputen una fase final en format de play-offs, que determina el campió de la competició. L'equip guanyador és declarat campió de Lliga i té dret a participar en la Lliga europea i en la Supercopa d'Espanya de la temporada següent. Aquesta competició és successora del Campionat d'Espanya d'hoquei sobre patins femení.
Els dominadors de la competició són el Club Patí Voltregà amb cinc títols (2010-11, 2011-12, 2012-13, 2013-14, 2015-16), el Club Patín Gijón Solimar (2008-09, 2016-17, 2017-18, 2022-23, 2024-25)  i el Hoquei Club Palau de Plegamans (2014-15, 2018-19, 2020-21, 2021-22, 2023-24), amb cinc títols cadascun.

## Clubs participants
La XVII OK Lliga femenina correspon a la temporada 2024-25, on hi participen catorze equips. La competició es disputa en format de fase regular, amb un total de vint-i-sis jornades.
- Iman Serroukh Alcalá Hockey
- Bembibre Hockey Club
- ORKLA Bigues i Riells
- Cerdanyola Club Hoquei
- HC Coruña
- CP Esneca Fraga
- Martinelia CP Manlleu
- Lidergrip CH Mataró
- Generali HC Palau de Plegamans
- Hockey Club Raxoi
- Oxigen PHC Sant Cugat
- Telecable Hockey Club
- CP Vila-sana Coop d'Ivars
- CP Voltregà Stern Motor

## Historial
| En negreta = Equip guanyador (1) = Nombre de campionats Nota: Noms dels equips segons l'època |

| Edició | Temporada | Campió                      | Resultat   | Subcampió              | refs.         |
| ------ | --------- | --------------------------- | ---------- | ---------------------- | ------------- |
| I      | 2008-09   | Biesca Gijón HC (1)         | lligueta   | CP Alcorcón Cat's Best | [ 2 ]         |
| II     | 2009-10   | Cerdanyola CH (1)           | lligueta   | Biesca Gijón HC        | [ 3 ]         |
| III    | 2010-11   | CP Voltregà (1)             | lligueta   | CE Arenys de Munt      | [ 4 ]         |
| IV     | 2011-12   | CP Voltregà (2)             | lligueta   | Girona CH              |               |
| V      | 2012-13   | CP Voltregà (3)             | lligueta   | Biesca Gijón HC        | [ 5 ]         |
| VI     | 2013-14   | CP Voltregà (4)             | lligueta   | CP Manlleu             | [ 6 ]         |
| VII    | 2014-15   | Generali HC Palau (1)       | lligueta   | CP Voltregà            | [ 7 ]         |
| VIII   | 2015-16   | CP Voltregà (5)             | lligueta   | CP Manlleu             | [ 8 ]         |
| IX     | 2016-17   | Hostelcur Gijón HC (2)      | lligueta   | CP Voltregà            | [ 9 ]         |
| X      | 2017-18   | Hostelcur Gijón HC (3)      | lligueta   | CP Manlleu             | [ 10 ]        |
| XI     | 2018-19   | Generali HC Palau (2)       | lligueta   | CP Manlleu             | [ 11 ]        |
| XII    | 2019-20   | Magic Studio CP Manlleu (1) | [ Nota 1 ] | Cerdanyola CH          | [ 12 ] [ 13 ] |
| XIII   | 2020-21   | Generali HC Palau (3)       | 2–0        | Magic Studio Manlleu   | [ 14 ]        |
| XIV    | 2021-22   | Generali HC Palau (4)       | 2–0        | Telecable HC           | [ 15 ]        |
| XV     | 2022-23   | Telecable HC (4)            | 2–0        | Generali HC Palau      | [ 16 ]        |
| XVI    | 2023-24   | Generali HC Palau (5)       | 2–0        | CP Fraga               | [ 17 ]        |
| XVII   | 2024-25   | Telecable HC (5)            | lligueta   | CP Fraga               |               |

1. ↑  Degut a l'ajornament de la lliga per risc públic de contagi del COVID-19 el 10 març, la RFEP va declarar campió al CP Manlleu seguint el criteri de millor equip de la primera volta

## Palmarès

### Per club
| Equip                           | Campió | Subcampió | Anys campió                                 | Anys subcampió                              |
| ------------------------------- | ------ | --------- | ------------------------------------------- | ------------------------------------------- |
| Club Patín Gijón Solimar        | 5      | 3         | 2008-09, 2016-17, 2017-18, 2022-23, 2024-25 | 2009-10, 2012-13, 2021-22                   |
| Club Patí Voltregà              | 5      | 2         | 2010-11, 2011-12, 2012-13, 2013-14, 2015-16 | 2014-15, 2016-17                            |
| Hoquei Club Palau de Plegamans  | 5      | 1         | 2014-15, 2018-19, 2020-21, 2021-22, 2023-24 | 2022-23                                     |
| Club Patí Manlleu               | 1      | 5         | 2019-20                                     | 2013-14, 2015-16, 2017-18, 2018-19, 2020-21 |
| Cerdanyola Club Hoquei          | 1      | 1         | 2009-10                                     | 2019-20                                     |
| Club Patí Fraga                 | 0      | 2         | —                                           | 2023-24, 2024-25                            |
| Club Patín Alcorcón             | 0      | 1         | —                                           | 2008-09                                     |
| Centre d'Esports Arenys de Munt | 0      | 1         | —                                           | 2010-11                                     |
| Girona Club d'Hoquei            | 0      | 1         | —                                           | 2011-12                                     |

### Per jugadora
| Nota: S'inclouen les jugadores amb cinc o més títols |

| # | Jugadora           | Títols                                                        | Total | refs. |
| - | ------------------ | ------------------------------------------------------------- | ----- | ----- |
| 1 | Natasha Lee        | 2008-09, 2010-11, 2011-12, 2012-13, 2013-14, 2015-16, 2022-23 | 7     |       |
| 1 | Anna Casarramona   | 2010-11, 2011-12, 2012-13, 2016-17, 2017-18, 2019-20, 2023-24 | 7     |       |
| 3 | Anna Romero        | 2010-11, 2011-12, 2012-13, 2013-14, 2015-16                   | 5     |       |
| 3 | Cristina Barceló   | 2010-11, 2011-12, 2012-13, 2013-14, 2015-16                   | 5     |       |
| 3 | Laia Vives         | 2010-11, 2011-12, 2012-13, 2013-14, 2015-16                   | 5     |       |
| 3 | Berta Busquets     | 2014-15, 2018-19, 2020-21, 2021-22, 2023-24                   | 5     |       |
| 3 | Laura Puigdueta    | 2014-15, 2018-19, 2020-21, 2021-22, 2023-24                   | 5     |       |
| 3 | Laura Vicente      | 2014-15, 2018-19, 2020-21, 2021-22, 2023-24                   | 5     |       |
| 3 | Sara González Lolo | 2008-09, 2016-17, 2017-18, 2022-23, 2024-25                   | 5     |       |

## Premis individuals
| Edició | Temp.   | Màxima golejadora | Màxima golejadora | MVP              | refs.  |
| Edició | Temp.   | Nom               | Gols              | Nom              | refs.  |
| ------ | ------- | ----------------- | ----------------- | ---------------- | ------ |
| I      | 2008-09 |                   |                   |                  |        |
| II     | 2009-10 |                   |                   | Luciana Agudo    | [ 18 ] |
| III    | 2010-11 | Maria Díez        | 42                | Luciana Agudo    |        |
| IV     | 2011-12 | Maria Díez        | 42                | Luciana Agudo    | [ 19 ] |
| V      | 2012-13 | Laura Vall        | 49                | Carla Giudici    | [ 20 ] |
| VI     | 2013-14 | Maria Díez        | 48                | Natasha Lee      |        |
| VII    | 2014-15 |                   |                   | Natasha Lee      |        |
| VIII   | 2015-16 | Maria Díez        | 46                | Anna Casarramona | [ 21 ] |
| IX     | 2016-17 | Maria Díez        | 50                | Laia Vives       | [ 22 ] |
| X      | 2017-18 | Gemma Solé        | 38                | Berta Busquets   | [ 23 ] |
| XI     | 2018-19 | Maria Díez        | 41                | Laura Puigdueta  | [ 24 ] |
| XII    | 2019-20 | Maria Díez        | 32                | Anna Casarramona | [ 25 ] |
| XIII   | 2020-21 | Aina Florenza     | 52                | Aina Florenza    |        |
| XIV    | 2021-22 | Aina Florenza     | 47                | Aina Florenza    |        |
| XV     | 2022-23 | Aina Florenza     | 45                | Marta Piquero    | [ 26 ] |
| XVI    | 2023-24 | Aina Florenza     | 47                | Aina Florenza    | [ 27 ] |
| XVII   | 2024-25 | Aina Florenza     | 43                | Marta Piquero    | [ 28 ] |
| XVII   | 2024-25 | Sara Roces        | 43                | Marta Piquero    | [ 28 ] |

### Trofeu Carles Trullols
Des de la temporada 2022-23 s'atorga el Trofeu Carles Trullols a la millor portera de la competició. El títol rep el nom de l'històric porter i entrenador d'hoquei sobre patins del FC Barcelona, Carles Trullols.
| Edició | Temp.   | Nom                           | refs.  |
| ------ | ------- | ----------------------------- | ------ |
| I      | 2022-23 | Fernanda Hidalgo Telecable HC |        |
| II     | 2023-24 | Anna Ferrer Esneca Fraga      | [ 29 ] |